# Commissie voor de Verzoekschriften en de Burgerinitiatieven
De Tweede Kamercommissie voor de Verzoekschriften en de Burgerinitiatieven behandelt de bij de Tweede Kamer binnengekomen verzoekschriften en Burgerinitiatieven.
Dit betreft onder meer verzoeken om kwijtschelding van belasting, toepassing van hardheidsclausules in wetten, en klachten over onbehoorlijk optreden van de overheid.